# Parco Le Vallette
Il parco Le Vallette è un parco cittadino della città di Cerea.
Assieme alla vicina oasi Valle Brusà, costituisce l'ultimo residuo delle "Valli del Menago", antiche zone palustri che si estendevano all'interno del paleoalveo del fiume Menago, che da Cerea, si estendeva fino alle "Valli Grandi Veronesi".

## Geografia
Il parco  si trova sulla riva destra del fiume Menago, a ovest dell'abitato di Cerea.
È situato in una depressione valliva scavata in origine da un antico ramo del fiume Adige.
I camminamenti ciclopedonali all'interno del parco hanno una lunghezza pari a 3.200 metri.
Sono inoltre presenti degli specchi d'acqua con estensione di oltre 40.000 m², con profondità massima di 4 m.
La aree umide sono state ottenute asportando ben 110.000 m³ di materiale torboso, la vendita del quale è servita per ridurre in modo consistente il costo del progetto.
Nella parte meridionale del parco vi è anche un boschetto.
L'elemento maggiormente caratterizzante il parco consiste in una lunga passerella in legno ciclopedonale disposta su pali, con un andamento curvilineo, di lunghezza complessiva di oltre 500 metri.

## Storia
Il Parco Le Vallette è stato inaugurato il 21 novembre 2009.
I lavori sono iniziati il 26 marzo 2007, da un'iniziativa promossa dall'amministrazione comunale su progetto e direzione dei lavori del dott. Marco Abordi.
L'intento dell'opera è quello di restituire alla cittadinanza una porzione di territorio idraulicamente bonificato verso la fine del 1700 e da allora destinato ad usi agricoli.
Per il progetto di questo parco il Comune di Cerea, ha vinto il I premio dell'undicesima edizione del premio nazionale “La Città per il verde”.
La fase di realizzazione vera e propria del parco è stata preceduta da una raccolta ed elaborazione di dati quali:
- studio delle carte storiche ed evoluzione dei territori nei secoli
- rilievo tridimensionale del territorio
- indagini geotecniche di portanza dei terreni e indagini stratigrafiche del suolo
- indagine archeologica preventiva al fine di definire con esattezza le aree interessate da reperti dell'età del bronzo
- rilievo delle reti tecnologiche presenti quali elettrodotti, cavi telefonici e gasdotto interrato
- studio biologico del territorio per verificare eventuali ripercussioni del progetto nel ciclo biologico delle specie presenti e potenzialmente richiamabili con particolare attenzione alle zanzare ed alle nutrie.

Gli elementi principali del progetto del parco, riguardano la realizzazione dello specchio d'acqua e relativa zona umida, la creazione di un percorso ciclopedonale su passerella e la realizzazione di camminamenti su fondo stabilizzato.
Per la realizzazione degli specchi d'acqua è stato creata la derivazione del Fiume Menago mediante un sifone a cavaliere d'argine con portata massima di 68 l/sec, in prossimità dell'accesso da Via Peagni.
Nel 2019, una parte di esso ha subìto un intervento di deforestazione per fare spazio ad un edificio per "info, bagni pubblici e parcheggio". Dopo l'intervento, senza preavviso da parte del comune, ci sono state alcune piccole manifestazioni contro l'abbattimento di alberi e quindi del verde pubblico.
Ad aprile 2021 i lavori si concludono con l'edificio ed un ampio portico attaccato, una rampa per salita e discesa dalla via ciclo-pedonale e un parcheggio per automobili. Inoltre sono stati piantati alcuni alberi nella zona adiacente alla struttura.
Il progetto regionale, dettagliatamente descritto in un pannello pubblico, prende il nome di Rinaturalizzazione dell'area fluviale delle Vallette di Cerea.